# بخش آنتوفاگاستا د لا سیرا
بخش آنتوفاگاستا د لا سیرا (به اسپانیایی: Departamento Antofagasta de la Sierra) یک منطقهٔ مسکونی در آرژانتین است که در استان کاتامارکا واقع شده‌است. بخش آنتوفاگاستا د لا سیرا ۲۸٬۰۹۷ کیلومتر مربع مساحت و ۱٬۲۸۲ نفر جمعیت دارد.